# Central (Caroline du Sud)
Pour les articles homonymes, voir Central.
Central est une ville située dans le comté de Pickens en Caroline du Sud, aux États-Unis.

## Personnalités liées à la commune
- Lindsey Graham (1955-), sénateur des États-Unis pour la Caroline du Sud depuis 2003.
- DeAndre Hopkins (1992-), joueur de football américain.

## Démographie
| 1880 | 1890 | 1900 | 1910 | 1920 | 1930  |
| ---- | ---- | ---- | ---- | ---- | ----- |
| 184  | 396  | 349  | 886  | 898  | 1 440 |

| 1940  | 1950  | 1960  | 1970  | 1980  | 1990  |
| ----- | ----- | ----- | ----- | ----- | ----- |
| 1 496 | 1 263 | 1 473 | 1 550 | 1 914 | 2 438 |

| 2000  | 2010  | - | - | - | - |
| ----- | ----- | - | - | - | - |
| 3 522 | 5 159 | - | - | - | - |